# Hylodes lateristrigatus
Espèce
Synonymes
- Elosia lateristrigata Baumann, 1912

Statut de conservation UICN

 LC  : Préoccupation mineure
Hylodes lateristrigatus est une espèce d'amphibiens de la famille des Hylodidae.

## Répartition
Cette espèce est endémique du Brésil. Elle se rencontre entre 600 et 1 500 m d'altitude, :
- dans le sud de l'État d'Espírito Santo ;
- dans l'extrême Sud-Est de l'État de Minas Gerais ;
- dans l'État de Rio de Janeiro ;
- dans l'est de l'État de São Paulo.

## Publication originale
- Baumann, 1912 : Brasilianische Batrachier des Berner Naturhistorischen Museums nebst Untersuchungen über die geographische Verbreitung der Batrachier in Brasilien. Zoologische Jahrbuecher Abteilung fuer Systematik Oekologie und Geographie der Tiere, vol. 33, no 2, p. 87-172 (texte intégral).